# László Bodrogi
László Bodrogi (født 11. december 1976) er en ungarsk tidligere professionel cykelrytter.